# Opmeitomsimla
Opmeitomsimla es un EP de la cantautora chilena Camila Moreno, lanzado en 2010 por el sello Oveja Negra.

## Lista de canciones
| N.º   | Título                                                                | Duración |  |
| 1.    | «Hago crecer de todo este árbol de toda esta historia mi propia rama» |          |  |
| 2.    | «Hechizada pericona»                                                  |          |  |
| 3.    | «Cae y calla» (nueva versión)                                         |          |  |
| 4.    | «De la tierra»                                                        |          |  |
| 5.    | «Reverso Huidobro»                                                    |          |  |
| 6.    | «Siempre que hago algo» (nueva versión)                               |          |  |
| 7.    | «Tigres de mi sangre»                                                 |          |  |
| 8.    | «Un bordado»                                                          |          |  |
| 37:50 |                                                                       |          |  |